# Janusion philotherma
Janusion philotherma is een ringworm uit de familie van de Piscicolidae. De wetenschappelijke naam van de soort is voor het eerst geldig gepubliceerd in 1975 door Sawayer, Lawler & Overstreet.